# Mitsubishi SH-60
Mitsubishi H-60 es un helicóptero con motor de doble turbo eje basado en la familia de helicópteros Sikorsky S-70 para uso de las Fuerzas de Autodefensa de Japón (JSDF). Los SH-60J/K/L son versiones de patrulla antisubmarina para la Fuerza de Autodefensa Marítima de Japón (JMSDF). El UH-60J es una versión de búsqueda y rescate para la Fuerza Aérea de Autodefensa de Japón (JASDF) y JMSDF. El UH-60JA es una versión utilitaria para la Fuerza Terrestre de Autodefensa de Japón (JGSDF).
La JMSDF eligió el S-70B como sucesor del Mitsubishi HSS-2B Sea King (una versión fabricada bajo licencia del Sikorsky Sea King). Cuando se inició el proyecto SH-X (posteriormente SH-60J), fue inmediatamente después de que el HSS-2B entrara en servicio, por lo que inicialmente se planeó integrar un sistema de misión del HSS-2B con una aeronave desnuda del SH-60B, pero finalmente se adoptó un sistema recién desarrollado por el TRDI. Es similar al LAMPS Mk.III en que el helicóptero está equipado con un ordenador y conectado al sistema de dirección de combate de la nave nodriza mediante un enlace de datos, pero también dispone de un sonar de inmersión al igual que el SH-60F. La Agencia de Defensa encargó dos XSH-60J a Sikorsky por 27 millones de dólares. Sus primeros vuelos tuvieron lugar el 31 de agosto y en octubre de 1987. La Agencia de Defensa designó el modelo SH-60J. Fueron equipados con sistemas de aviónica japoneses y probados por la JMSDF.
El SH-60J se construye en Japón bajo licencia de Sikorsky. Comenzó a entregarse en agosto de 1991 y entró en servicio a partir de entonces. Basado en un concepto de la JMSDF, el sonar de inmersión HQS-103, el radar de búsqueda activo de barrido electrónico HPS-104 y el equipo del sistema ESM HLR-108 de la aviónica del SH-60B son diferentes. El motor es el turboeje GE/IHI T700-IHI-701C, que Ishikawajima-Harima Heavy Industries produjo bajo licencia de General Electric. Es un híbrido del SH-60B y el SH-60F, excepto en la aviónica. La tripulación incluye un piloto, un copiloto y un operador de sensores. El copiloto puede concentrarse en el papel de coordinador táctico con la ayuda del sistema automático de gestión de vuelo y el sistema de navegación inercial. Hasta 2007 se habían fabricado más de 100 SH-60J.